# My Blueberry Nights
My Blueberry Nights là một bộ phim của đạo diễn Vương Gia Vệ công chiếu lần đầu năm 2007. Đây là bộ phim bằng tiếng Anh đầu tiên của Vương Gia Vệ và cũng là bộ phim đầu tiên của Vương có dàn diễn viên chính không đến từ Hồng Kông. Kịch bản My Blueberry Nights do Vương Gia Vệ sáng tác dựa trên một phim ngắn phát triển từ Tâm trạng khi yêu, một bộ phim của Vương Gia Vệ công chiếu năm 2004. Sau khi công chiếu My Blueberry Nights đã được chọn dự thi chính thức tại Liên hoan phim Cannes.

## Nội dung
Jeremy (Jude Law) là một thanh niên gốc Manchester, Anh mở một tiệm cà phê nhỏ ở thành phố New York. Tình cờ anh làm quen được với Elizabeth (Norah Jones) trong một lần cô tới quán của Jeremy để tìm người yêu. Không bao lâu sau đó mối tình của Elizabeth tan vỡ, để khuây khỏa cô trò chuyện với Jeremy và được anh mời thưởng thức món bánh việt quất (blueberry) vốn thường xuyên còn thừa sau khi quán đóng cửa.
Được một thời gian Elizabeth quyết định rời New York để đi dọc nước Mỹ bằng xe buýt. Cô tới Memphis, Tennessee và làm việc cả sáng lẫn tối tại một tiệm ăn và một quán bar. Elizabeth, nay là Lizzie, có một khách hàng quen thuộc, viên cảnh sát Arnie Copeland (David Strathairn). Nếu như buổi sáng Copeland hoàn toàn tỉnh táo trong vai trò một cảnh sát cần mẫn thì buổi tối tại quán bar nơi Lizzie làm việc, anh lại là một người nghiện rượu và không chịu chấp nhận sự thật rằng vợ anh, Sue Lynne (Rachel Weisz) đã không còn muốn chung sống với mình. Trong một lần đụng độ tại quán bar, Arnie suýt nữa giết chết người yêu mới của Sue Lynne, để trả đũa cô tới quán chửi mắng anh và tuyên bố quan hệ giữa hai người đã hoàn toàn chấm dứt bất kể việc Arnie rút súng ra đe dọa. Tối hôm đó khi quán bar đóng cửa, Arnie tạm biệt Lizzie và chết trong một tai nạn ô tô tại chính nơi anh và Sue Lynne đã gặp gỡ lần đầu.
Rời Memphis và đi về phía Tây, Lizzie, nay là Beth, tới làm việc tại một sòng bạc nhỏ ở Nevada. Beth làm quen với Leslie (Natalie Portman), một cô gái trẻ nhưng đã tỏ ra là tay chơi poker sành sỏi. Trong lúc khát tiền để gỡ bạc, Leslie đề nghị Beth cho vay toàn bộ số tiền cô đã dành dụm để mua ô tô với điều kiện là một phần ba số tiền thắng cuộc hoặc chiếc xe Jaguar đời mới của chính Leslie nếu cô thua cuộc. Kết thúc canh bạc, Leslie thông báo với Beth rằng chiếc xe đã thuộc về cô và đề nghị Beth chở mình tới Las Vegas để gặp cha. Khi tới nơi thì cha của Leslie vừa qua đời, Leslie tiết lộ cho Beth rằng thực ra cô đã thắng lớn trong canh bạc cuối và chia cho Beth số tiền cần thiết để mua chiếc xe cô mong ước.
Quay trở về Manhattan trên chiếc xe mới, Elizabeth nhận ra người bạn trai cũ đã rời căn hộ trước đây của hai người để sống cuộc sống riêng. Cô tới tiệm cà phê của Jeremy và được anh mời ăn bánh việt quất ở chỗ anh vẫn dành riêng cho Elizabeth kể từ ngày cô rời New York.

## Sản xuất và công chiếu
Trong đĩa DVD My Blueberry Nights, Vương Gia Vệ cho biết ông đã nhắm vai Elizabeth cho Norah Jones ngay từ đầu mặc dù cô chỉ nổi tiếng trong vai trò ca sĩ-nhạc sĩ chứ chưa hề có kinh nghiệm diễn xuất. Theo Vương thì ở Norah Jones toát lên một vẻ xinh đẹp và tự tin tiềm ẩn, những phẩm chất cần thiết cho nhân vật Elizabeth. Phim được quay dọc theo chiều dài nước Mỹ trên những địa điểm được đích thân Vương Gia Vệ lựa chọn với sự giúp đỡ của quay phim người Pháp Darius Khondji, đây là lần đầu tiên sau 15 năm Vương không cộng tác với nhà quay phim quen thuộc của ông là Christopher Doyle.
Vương Gia Vệ sáng tác kịch bản My Blueberry Nights dựa trên một phim ngắn phát triển từ Tâm trạng khi yêu với sự cộng tác của Lawrence Block. Để thay đổi Vương quyết định đưa bối cảnh phim ban đầu từ Hồng Kông sang Mỹ, vai nữ chính ban đầu của Trương Mạn Ngọc cũng được thay thế bằng vai của Norah Jones.
Bộ phim được công chiếu lần đầu tại Liên hoan phim Cannes tháng 5 năm 2007 trong hạng mục phim dự thi chính thức, phim được phát hành rộng rãi từ cuối năm 2007 và có doanh thu tổng cộng 21.967.587 USD.

## Nhạc phim
Nhạc phim My Blueberry Nights được Vương Gia Vệ lựa chọn với sự cố vấn của Norah Jones. Trong đĩa DVD phim Vương nói rằng ban đầu ông không muốn sử dụng nhạc của Norah Jones để nhấn mạnh với khán giả vai trò diễn viên chứ không phải ca sĩ của Norah ở trong phim. Tuy nhiên cuối cùng Vương đã chọn một ca khúc của Norah vì ông cảm thấy ca khúc đó chính là cách nhìn khác của nữ ca sĩ về bộ phim. Các bản nhạc được sử dụng trong phim gồm:
- The Story - Norah Jones
- Living Proof - Cat Power
- Ely Nevada - Ry Cooder
- Try a Little Tenderness - Otis Redding
- Looking Back - Ruth Brown
- Long Ride - Ry Cooder
- Eyes on the Prize - Mavis Staples
- Yumeji's Theme - Chikara Tsuzuki
- Skipping Stone - Amos Lee
- Bus Ride - Ry Cooder
- Harvest Moon - Cassandra Wilson
- Devil’s Highway - Hello Stranger
- Pajaros - Gustavo Santaolalla
- The Greatest - Cat Power